# Ziz (Fluss)
Der Ziz, Wadi Ziz oder Nahr Ziz (arabisch وادي زيز, DMG Wādī Zīz  oder نهر زيز, Nahr Zīz, Zentralatlas-Tamazight ⴰⵙⵉⴼ ⵏ ⵣⵉⵣ Asif n Ziz, französisch Oued Ziz) ist ein Fluss im Südosten von Marokko (Region Meknès-Tafilalet).

## Geographie
Der 220 km lange Oued Ziz entspringt im östlichen Hohen Atlas in Marokko und fließt südöstlich in die Sahara. Der Ziz durchfließt malerische Schluchten (Gorges du Ziz), deren Talsohle von Dattelpalmenoasen gesäumt ist, und bewässert die weitgehend ebene Oasenlandschaft des Tafilalet. Der Ziz vereinigt sich schließlich mit dem Oued Rheris und dem Oued Maider kurz vor der Grenze zu Algerien und bildet dabei den abflusslosen Oued Daoura. Dies geschieht allerdings nur in Ausnahmefällen bei Hochwasser. Für gewöhnlich versiegt sein Wasser südöstlich von Rissani oder auch schon vorher im Wüstensand und reicht somit nur äußerst selten über sein Mündungsgewässer bis ins angrenzende Algerien (Provinz Béni Abbès).

## Hydrometrie
Der höchste Abfluss des Ziz wurde oberhalb des Staudamms Hassan Addakhil, an der hydrometrischen Station von Foum Zaabel gemessen. Danach nimmt sein Wasser durch Bewässerung und Verdunstung stetig ab. Zwischen 1975 und 2007 lag dabei der mittlere Abfluss bei 4,18 m³/s. Der höchste lag in diesem Zeitraum bei Foum Zaabel im Oktober bei 9,12 und der niedrigste im August bei 1,39 m³/s.

## Orte
Wichtige Orte am Oued Ziz sind Er-Rich, Errachidia (früher Ksar es Souk) und Erfoud. Früher führte sein Lauf nahe an Rissani und Merzouga vorbei; die historische Handels- und Karawanenstadt Sijilmassa lag einstmals ebenfalls am Oued Ziz.

## Stausee
Südlich des Atlasgebirges bzw. ca. 10 km nördlich von Errachidia wird das Wasser des Oued Ziz durch den 1971 in Betrieb genommenen Hassan-Addakhil-Staudamm (Barrage Al-Hassan Addakhil) gestaut. Der ca. 320 Millionen Kubikmeter fassende Stausee dient nicht zur Energieerzeugung, sondern gewährleistet die Trinkwasserversorgung des Tafilalet und verhindert Überschwemmungen und die damit verbundene Bodenerosion nach seltenen aber heftigen Starkregenfällen.